# Eichenkegel
Der Eichenkegel oder die Eichen-Kegelschnecke (Conus quercinus) ist eine Schnecke aus der Familie der Kegelschnecken (Gattung Conus), die im Indopazifik lebt und Eichelwürmer und Vielborster frisst.

## Merkmale
Der Körperumgang des Schneckenhauses von Conus quercinus ist breit kegelförmig und leicht konvex. Bei ausgewachsenen Schnecken erreicht das Haus eine Länge von 6 bis 14 cm. Die Grundfarbe des Gehäuses ist meist gelblich braun, in manchen Formen weiß. Die Oberfläche des Körperumganges ist in der Regel mehr oder weniger dicht mit feinen braunen, spiralig verlaufenden Linien überzogen. Das Gewinde ist konkav. Das Periostracum ist dunkelbraun oder grünlich braun, dick und undurchsichtig mit verwobenen Längsrippen.
Die Oberseite des Fußes ist vorn fast weiß und weiter hinten gelblich bis bräunlich, am Rand dunkelgrau begrenzt. Er ist vorn und in der Mitte mit Querreihen aus schwarzen Strichen, hinten mit vereinzelten schwarzen Strichen und weißen Punkten überzogen. Vor dem Operculum ist ein hellbrauner Fleck. Die gelblich graue Fußsohle ist braun gefleckt. Der Kopf und die Fühler sind kremfarben und haben schwarze Flecken. Der Sipho ist weiß bis bräunlich grau mit dunkelgrauen und schwarzen Flecken und Ringen.

## Verbreitung
Die Eichen-Kegelschnecke tritt im Roten Meer und in einem Großteil des Indischen und des Pazifischen Ozeans von der Küste Ostafrikas bis Hawaii und Französisch-Polynesien auf.

## Lebensraum
Eichen-Kegelschnecken leben unterhalb der Gezeitenzone auf Sand bis 70 Meter Tiefe.

## Lebenszyklus
Wie alle Kegelschnecken ist Conus quercinus getrenntgeschlechtlich, und das Männchen begattet das Weibchen mit seinem Penis. Aus den Eikapseln schlüpfen Veliger-Larven, die wiederum eine Metamorphose zur Schnecke durchmachen. Die Eikapseln sind 17–26 mm mal 17–22 mm groß. Eine Kapsel enthält etwa 10.000 Eier, die einen Durchmesser von 180 bis 200 µm haben. Hieraus wird zurückgeschlossen, dass die pelagische Periode der Veliger mindestens 25–30 Tage dauert. In Hawaii wurde bei einer Eigröße von 180 µm eine pelagische Periode von 30 Tagen beobachtet.

## Nahrung
Eichen-Kegelschnecken fressen Eichelwürmer und Polychaeten, darunter Vertreter der Familie Terebellidae, die mittels einer Harpune mit einem giftigen Radulazahn getötet werden.

## Bedeutung für den Menschen
Conus quercinus ist auf Grund seiner gemusterten Gehäuse ein beliebtes Sammlerobjekt, so dass der Mensch als ein Hauptfeind gelten kann. Er wird allerdings nicht in der Roten Liste aufgeführt.